# Basili i Procopi
Basili el Confessor i Procopi de Decàpolis (Decàpolis, Palestina, s. VIII - ca. 750) foren dos monjos basilians, defensors del culte a les imatges durant el període de la iconoclàstia. Són venerats com a sant per diverses confessions cristianes. Els dos van viure al segle viii i foren monjos basilians a la regió de la Decàpolis, a Palestina. Van lluitar al seu temps per la conservació de les imatges i relíquies, qüestionades i perseguides per la iconoclàstia oficial sota l'emperador Flavi Valeri Lleó (717-741). Durant la persecució als defensors de les icones, foren capturats, empresonats i torturats, però finalment, després d'un temps, foren alliberats en morir l'emperador. Continuaren la seva vida monàstica i l'atenció als partidaris de les imatges, fins que moriren de mort natural cap al 750.